# إيرين فوربس
إيرين فوربس هي مبارزة بالسيف كوبية، ولدت في 3 أبريل 1949 في هافانا في كوبا، وتوفيت في 14 يونيو 2014.

## وصلات خارجية
- إيرين فوربس على موقع أوليمبيديا (الإنجليزية)